# Lobulomyces angularis
Lobulomyces angularis är en svampart som först beskrevs av Longcore, och fick sitt nu gällande namn av D.R. Simmons 2009. Lobulomyces angularis ingår i släktet Lobulomyces och familjen Lobulomycetaceae.   Inga underarter finns listade i Catalogue of Life.